# Franz von Papen
Franz Joseph Hermann Michael Maria von Papen (29. oktober 1879 i Werl, Westfalen – 2. maj 1969 i Obersasbach, Baden-Württemberg), var en katolsk adelsmand og politiker for partiet Zentrum i Weimarrepublikken. Han blev i 1932 af rigspræsident Paul von Hindenburg udnævnt til rigskansler for republikken. I tiden 1933-1934 fungerede han som vicekansler under Adolf Hitler.
Ved Nürnbergprocessen efter 2. verdenskrig blev han tiltalt, men dog frikendt for alle anklager.
Men efterfølgende blev han den 24. februar 1947 i forbindelse med afnazificeringen klassificeret som „hovedskyldig“ og idømt otte års strafarbejde.